# Ministarstvo hrvatskih branitelja
Ministarstvo hrvatskih branitelja je središnje tijelo državne uprave u Republici Hrvatskoj koje se bavi hrvatskim braniteljima.

## Povijest
Ministarstvo hrvatskih branitelja osnovano je 19. prosinca 1997. pod imenom Ministarstvo hrvatskih branitelja iz Domovinskog rata. Od 2003. do 2011. ministarstvo nije postojalo, nego je uklopljeno u Ministarstvo obitelji, branitelja i međugeneracijske solidarnosti. Od 2011. ministarstvo ponovno postoji pod sadašnjim nazivom, Ministarstvo hrvatskih branitelja.

## Djelokrug
Ministarstvo hrvatskih branitelja obavlja upravne i stručne poslove koji se odnose na pravni položaj, rješavanja pravnog položaja te druga pitanja (osim onih poslova koji ulaze u djelokrug drugih ministarstava) sljedećih kategorija:
- hrvatskih ratnih vojnih invalida iz Domovinskog rata i mirnodopskih vojnih invalida
- razvojačenih branitelja
- hrvatskih branitelja iz Domovinskog rata i članova njihovih obitelji
- članova obitelji poginuloga, smrtno stradalog, zatočenog ili nestaloga hrvatskog branitelja iz Domovinskog rata
- mirnodopskih i civilnih invalida Domovinskog rata
- ratnih vojnih invalida, sudionika, mirnodopskih i civilnih invalida Drugog svjetskog rata te članova njihovih obitelji
- osoba stradalih na obavljanju obvezne vojne službe od 15. svibnja 1945. god. do 17. kolovoza 1990. god. i članova njihovih obitelji

Ministarstvo obavlja i stručne poslove usmjerene:
- promicanju vrijednosti Domovinskog rata i očuvanju digniteta njegovih sudionika i stradalnika
- unaprjeđenju opsega sveobuhvatne skrbi
- poticanju zakonskih projekata u cilju poboljšanja kvalitete življenja
- povećanju stupnja obrazovanja i konkurentnosti hrvatskih branitelja i članova njihovih obitelji
- upoznavanju šire javnosti sa svim značajnim događajima i mjestima iz Domovinskog rata

U djelokrugu Ministarstva obavljaju se stručni i drugi poslovi koji se odnose na:
- traženje nestalih osoba iz Domovinskog rata
- organizaciju ekshumacija masovnih i pojedinačnih grobnica na području Republike Hrvatske
- prikupljanje i obradu podataka o ekshumiranim žrtvama u cilju identifikacije
- organizaciju identifikacije posmrtnih ostataka žrtava i njihovu sahranu
- očuvanje spomena na žrtve Drugog svjetskog rata i poraća

## Ustroj
1. Kabinet ministra
2. Glavno tajništvo ministra
3. Samostalni sektor za javnu nabavu, ugovaranje, planiranje nabave i praćenje ugovornih obveza
4. Samostalni sektor za proračun i financije
5. Uprava za pravne i stambene poslove
6. Uprava za zatočene i nestale
7. Uprava za hrvatske branitelje iz Domovinskog rata i članove njihove obitelji
8. Uprava za savjetodavnu, psihosocijalnu i zdravstvenu pomoć
9. Samostalni odjel za unutrašnju reviziju

## Dosadašnji ministri
| ministar      | početak obnašanja dužnosti | završetak obnašanja dužnosti | stranka |
| ------------- | -------------------------- | ---------------------------- | ------- |
| Juraj Njavro  | 19. prosinca 1997.         | 27. siječnja 2000.           | HDZ     |
| Ivica Pančić  | 27. siječnja 2000.         | 23. prosinca 2003.           | SDP     |
| Predrag Matić | 23. prosinca 2011.         | 22. siječnja 2016.           | SDP     |
| Tomo Medved   | 23. siječnja 2016.         | još obnaša dužnost           | HDZ     |

## Traženje nestalih
Od 2016. do početka prosinca 2024. provedena su terenska istraživanja na 406 lokacija, pri čemu je pretraženo više od 980 000 m2, pronađeno šest masovnih i niz pojedinačnih grobnica te ukupno ikopano najmanje 197 osoba, a identificirano 280 hrvatskih branitelja i civila. Sve masovne grobnice pronađene su na širem vukovarskom području, i to: kod Marinaca (2018., četiri osobe), kod Bobote (2022.; iskopano 13, a identificirano 12 osoba), Šarviz dola (2023., 11 osoba), u Bogdanovcima  (2024., ekshumirane četiri osobe), na Petrovačkoj doli (2024., najmanje 10 osoba) te kod Negoslavaca (2024., pet identificiranih osoba u masovnoj,dvije osobe u pojedinačnim grobnicama).

## Nagrade
- Minstarstvo javnim pozivom dodijeljuje nagrade za kratku priču o Domovinskome ratu za učenike srednjih škola u Hrvatskoj i za učenike srednjih škola u Bosni i Hercegovini koji se školuju na hrvatskome jeziku.[2]